# Carhuamayo

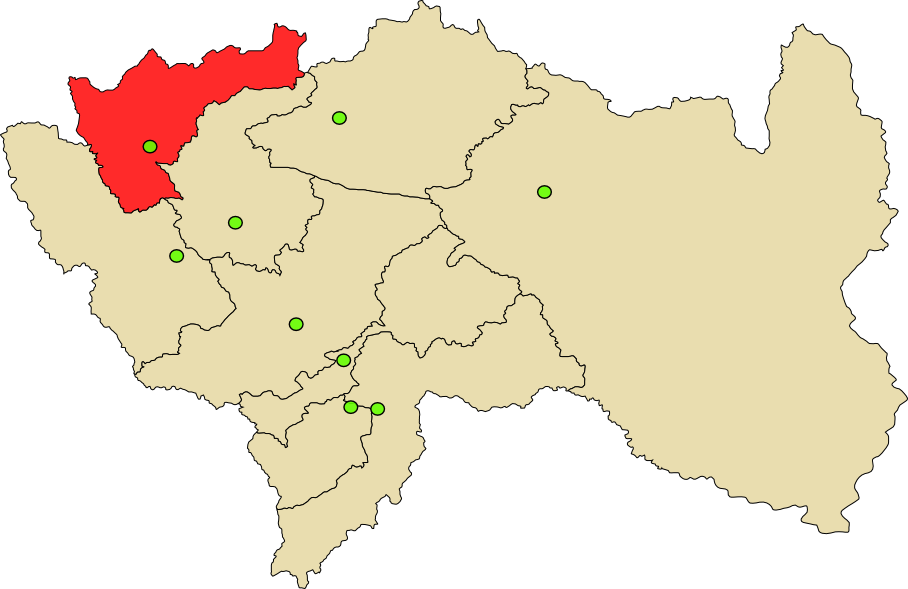
Provincia de Junín en el Departamento de Junín

Carhuamayo es una localidad de la Provincia de Junín, en el Departamento de Junín,  bajo la administración del Gobierno Regional de Junín, en la sierra central del Perú. Es la capital del distrito del mismo nombre
Dentro de la división eclesiástica de la Iglesia Católica del Perú, pertenece a la Diócesis de Tarma

## Historia
Se fundó con el sistema de reducciones por órdenes del virrey Francisco de Borja y Aragón, Príncipe de Esquilache, bajo el permiso y protección de Santiago Apóstol, el 25 de julio de 1615.
El título de posesión fue otorgado por el Rey de España Carlos V el 30 de junio de 1626 por el español Juan De Dios de Cardocio, en representación de su majestad Carlos V, con categoría de pueblo perteneciente a la provincia de Tarma del virreinato. Para la reunión de los indios se declara este día sin valor los predios privados y todos los conflictos de las tierras.

## Autoridades

### Municipales
- 2015 - 2018.- Alcalde: Rafael Anderson Gonzales Ureta, Regidores: Moisés Daniel Arzapalo Alderete, Esau Elias Callupe Valerio, Jheny Mariluz Panduro Chavez, David Enrique Camavilca Garcia, Julián Israel Inche Alania.

### Policiales
- Comisario

### Religiosas
- Diócesis de Tarma
- Obispo (2016- actual): Mons. Luis Alberto Barrera Pacheco

## Festividades
- Julio: Santiago apóstol
- Agosto: Santa Rosa de Lima